# Lunasia

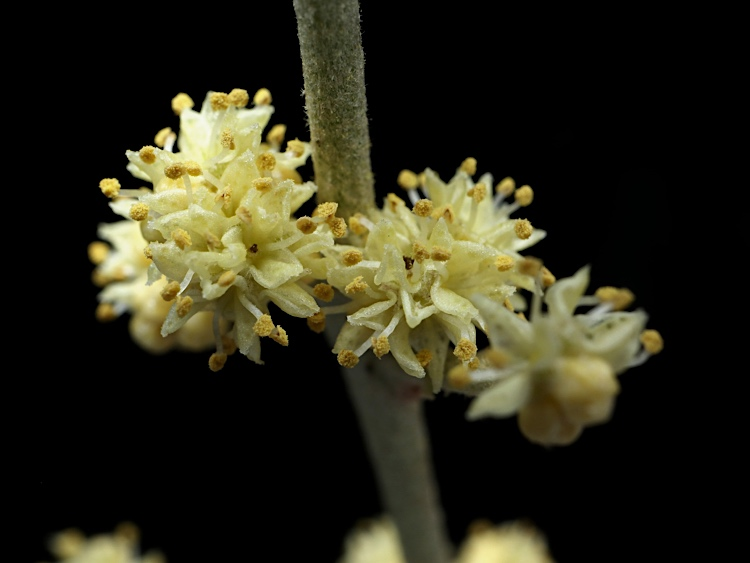
Lunasia amara

Lunasia es un género con 16 especies de plantas de flores perteneciente a la familia Rutaceae.

## Especies seleccionadas
- Lunasia amara Blanco - lunas de Filipinas[1]
- Lunasia babuyanica
- Lunasia costulata
- Lunasia gigantifolia
- Lunasia grandifolia
- Lunasia macrophylla